# Российский союз ректоров
Российский союз ректоров (РСР) — общероссийская общественная организация, объединяющая более 700 ректоров (руководителей), президентов образовательных организаций высшего образования Российской Федерации. Оператором сайта союза с 2022 года является Ассоциация составителей рейтингов.

## История
Российский союз ректоров был создан в 1992 году по инициативе ректоров (руководителей) высших учебных заведений Российской Федерации на основе Распоряжения Президента Российской Федерации от 25 ноября 1992 года № 723-рп «О Российском союзе ректоров», поддержавшего создание Российского союза ректоров в качестве общероссийского общественного объединения, деятельность которого направлена на содействие развитию связей высших учебных заведений независимо от их ведомственной подчинённости и форм собственности в различных областях деятельности.
Первым Президентом Российского союза ректоров был (1992—1994) Владимир Николаевич Виноградов, ректор (1962—1993) Российского государственного университета нефти и газа имени И. М. Губкина, доктор технических наук, профессор, Герой Социалистического Труда.

## Структура
Для достижения целей деятельности Российский союз ректоров вправе создавать структурные подразделения — советы ректоров вузов федеральных округов, советы ректоров вузов субъектов Российской Федерации, которые представляют интересы Российского союза ректоров на соответствующих территориях федеральных округов, субъектов Российской Федерации.
Российским союзом ректоров созданы 72 совета ректоров субъектов Российской Федерации и 8 советов ректоров вузов федеральных округов Российской Федерации:
1. Совет ректоров вузов Центрального федерального округа,
2. Совет ректоров Юга России,
3. Совет ректоров вузов Северо-Западного федерального округа,
4. Совет ректоров вузов Дальневосточного федерального округа,
5. Совет ректоров вузов Сибирского федерального округа,
6. Совет ректоров Уральского федерального округа,
7. Совет ректоров вузов Приволжского федерального округа,
8. Совет ректоров вузов Северо-Кавказского федерального округа.

## Обращение Союза ректоров 4 марта 2022 года
4 марта 2022 года Союз ректоров высказался в поддержку вторжения России на Украину. Письмо подписали более 260 ректоров (всего в Российский союз ректоров входят ректоры примерно 700 вузов).

### Содержание обращения
Обращение говорит о военной угрозе России со стороны Украины, о российско-украинских научно-образовательных связях, призывает вести непрерывный учебный процесс, воспитывать в молодежи патриотизм, и сплотиться вокруг Путина. О вторжении России на Украину говорится:

Очень важно в эти дни поддержать нашу страну, нашу армию, которая отстаивает нашу безопасность, поддержать нашего Президента, который принял, может быть, самое сложное в своей жизни, выстраданное, но необходимое решение.

«Новая газета» отмечает, что «выстраданное, но необходимое решение» является фигурой умолчания, вызванной законом о фейках. Times Higher Education отмечает, что содержание обращения повторяет основные кремлёвские пропагандистские нарративы, и таким образом Союз ректоров «поддержал официальную линию Кремля по Украине».

### Последствия
Обращение широко освещалось в российских СМИ. Ряд подписантов дали комментарии в СМИ, во многом совпадающие по стилистике и риторике с самим обращением.
За рубежом обращение вызвало резко негативную реакцию и привело к дальнейшей изоляции российских университетов. Ассоциация университетов Европы приостановила членство 12 российских университетов, ректоры которых подписали обращение. Для организации Университеты Соединённого Королевства обращение Российского союза ректоров стало решающим аргументом, чтобы осудить вторжение России в Украину. Украинские вузы инициировали лишение подписантов письма учёных званий.
16 марта 2022 года Форум свободной России внёс всех подписантов в свой санкционный «Список Путина».
По мнению «Новой газеты», сформулированные в обращении призывы были впоследствии использованы вузами для отчисления студентов, задержанных на акциях протеста против вторжения России на Украину.
Впоследствии это обращение часто приводилось западными организациями в качестве аргумента в пользу необходимости бойкота российских университетов, учёных и науки в целом. 
Так, по словам физика Андрея Серякова, ранее уволенного из СПбГУ за оппозиционную деятельность и работавшего в ЦЕРН в Швейцарии, письмо ректоров стало важным основанием для решения ЦЕРН о прекращении работы более 500 российских ученых в экспериментах на Большом адронном коллайдере:
Письмо ректоров было большим аргументом в принятии решения [об исключении российских ученых из ЦЕРН]. В России те же термины, которые есть в Европе, но мы обозначаем ими разные вещи. Европейцы думают, что ректор СПбГУ – это такой же персонаж, что и ректор их института: выбранный советом, представляющий вуз. В России ректор – это винтик в бюрократической вертикали. Он не подчиняется университету. Что ему сказали, то он и подписал. Поэтому европейцы восприняли это как голос университетского сообщества, что оно поддерживает войну.